# Campus Radio Nürnberg
Campus Radio Nürnberg war ein Hochschulradio der Georg-Simon-Ohm-Hochschule in Nürnberg. Ziel war es, im Zeitraum zwischen 2003 und 2009 die möglichen Einsatzfelder des Digital-Radio-Mondiale-Standards und der Kurzwelle auf Ebene des lokalen Rundfunks zu testen. Somit diente es als Aus- und Fortbildungsradio.

## Geschichte
Zu Beginn wurde Anfang des Jahres 2003 auf dem Gebäude der Fachhochschule eine Sendeanlage aufgebaut um auf den Frequenzen des CB-Funks zu senden. Erste Sendeversuche erwiesen eine Reichweite der Aussendungen, je nach Antennenposition und Funkwetter von 2 bis 25 Kilometern.
Aufgrund von technischen und finanziellen Problemen verzögerte sich die Dauer des Digital Radio Mondiale-Projektes, welches ursprünglich auf ein Jahr angesetzt war.
Im Bereich DRM beschäftigte sich das Campus Radio Nürnberg mit den Problemstellungen des konstanten mobilen Empfangs, den bisher instabile Feldstärken verhinderten. Bezüglich des Betriebs auf 26.000 kHz, der nun auf 26.012 kHz verlegt wurde, lag der Schwerpunkt auf der Untersuchung der Ausbreitungsbedingungen, vor allem durch Überreichweiten wie an der sporadischen E-Schicht sowie die Beeinflussung durch Sonnenflecken und Interferenzen auf lokaler Ebene.
Aufgrund eines zu hohen Aufwands wurde der Sendebetrieb schließlich komplett nach Dillberg ausgelagert. Durch die Kooperation mit dem Bayerischen Rundfunk und dem Landkreis Neumarkt in der Oberpfalz konnte dort mit dem Sendebetrieb auf 26.000 kHz fortgefahren werden. Beim dortigen Betrieb wurde die Versorgung des Raums der Stadt Neumarkt in der Oberpfalz im Umkreis von 8 bis 10 Kilometern sichergestellt.
Eingestellt wurde das Projekt dann schließlich am  31. Mai 2009. Resultat waren neue Erkenntnisse über die Ausbreitungsbedingungen auf 26 MHz auf regionaler Ebene und die Bestätigung der Möglichkeit lokale Störfaktoren und Interferenzen sowie schlechten Mobilempfang kompensieren zu können.

## Technik
Als Sender diente anfangs ein für den Amateurfunkbetrieb konzipierter Collins-Transceiver vom Typ 32S-3 mit maximal 100 Watt Sendeausgangsleistung. Dieser wurde für diesen Zweck modifiziert, sodass er die von einem Computer erzeugte Trägerwelle mit 10 Watt auf 26.000 kHz aussendete. Dafür wurde das Signal in eine Dipolantenne der Amateurfunkstation der Fachhochschule eingespeist.
Auf dem neuen Gelände in Dilberg wurde mit nun 100 W Sendeleistung an einer Groundplane-Antenne der Betrieb fortgesetzt. Aufgrund des exponierteren Standorts auf einer Höhe von 600 m. ü. NN. kam zu Testzwecken die halbe Sendeleistung von 50 Watt zum Einsatz.